# Zábiedovo
Zábiedovo (bis 1946 slowakisch „Zábidovo“; ungarisch Zábidó) ist eine Gemeinde im Norden der Slowakei mit 978 Einwohnern (Stand 31. Dezember 2024), die zum Okres Tvrdošín, einem Teil des Žilinský kraj, gehört und zur traditionellen Landschaft Orava zählt.

## Geographie
Die Gemeinde befindet sich am Rande des Berglands Skorušinské vrchy im Tal des Baches Zabiedovčík. Der höchste Punkt des Gemeindegebiets ist der Berg Mikulovka mit 1193 m n.m. Das Ortszentrum liegt auf einer Höhe von 670 m n.m. und ist sechs Kilometer von Trstená sowie siebeneinhalb Kilometer von Tvrdošín entfernt.
Zur Gemeinde gehört auch der 1882 eingemeindete Ort Hámričky, flussabwärts des Hauptortes.
Nachbargemeinden sind Trstená im Norden, Brezovica im Osten, Habovka im Süden und Tvrdošín im Westen.

## Geschichte
Zábiedovo entstand, wie viele andere Orte in der Landschaft Orava, in der Neuzeit nach walachischem Recht und wurde zum ersten Mal 1567 als Zawydow schriftlich erwähnt, der durchfließende Bach jedoch bereits 1371 als Zawoda Die neu entstandene Ortschaft gehörte zum Herrschaftsgebiet der Arwaburg und stand unter Verwaltung von Erbrichtern. 1626 wohnten in Zábiedovo ungefähr 200 Einwohner. In der Zeit der Kuruzenaufstände wurde das Dorf fast vollkommen zerstört. 1828 zählte man 121 Häuser und 748 Einwohner, die als Landwirte und Viehhalter beschäftigt waren.
Der Ort Hámričky entstand 1607 und erhielt den Namen nach einstigen Eisenhammerwerken. 1828 zählte man dort 14 Häuser und 70 Einwohner.
Bis 1918 gehörte der im Komitat Arwa liegende Ort zum Königreich Ungarn und kam danach zur Tschechoslowakei beziehungsweise heute Slowakei.

## Bevölkerung
| Jahr                | 1994 | 2004    | 2014    | 2024     |
| ------------------- | ---- | ------- | ------- | -------- |
| Anzahl der Personen | 743  | 786     | 825     | 978      |
| Unterschied         |      | +5,78 % | +4,96 % | +18,54 % |

| Jahr                | 2023 | 2024    |
| ------------------- | ---- | ------- |
| Anzahl der Personen | 952  | 978     |
| Unterschied         |      | +2,73 % |

Nach der Volkszählung 2011 wohnten in Zábiedovo 805 Einwohner, davon 802 Slowaken sowie jeweils ein Pole und Tscheche. Ein Einwohner machte keine Angabe zur Ethnie.
800 Einwohner bekannten sich zur römisch-katholischen Kirche und drei Einwohner zur Evangelischen Kirche A. B. Zwei Einwohner waren konfessionslos.

## Bauwerke
- römisch-katholische Herz-Jesu-Kirche aus dem Jahr 1934
- Kapelle und Glockenturm in Hámričky